# 안산해솔중학교
안산해솔중학교는 대한민국 경기도 안산시에 있는 공립 중학교이다.

## 연혁
- 2021년 3월 1일 : 개교